# Boarmia chosenarmia
Boarmia chosenarmia är en fjärilsart som beskrevs av Felix Bryk 1948. Boarmia chosenarmia ingår i släktet Boarmia och familjen mätare. Inga underarter finns listade i Catalogue of Life.